# Famille Briani
 (juillet 2024).
Si vous disposez d'ouvrages ou d'articles de référence ou si vous connaissez des sites web de qualité traitant du thème abordé ici, merci de compléter l'article en donnant les références utiles à sa vérifiabilité et en les liant à la section « Notes et références ».
Pour les articles homonymes, voir Briani.

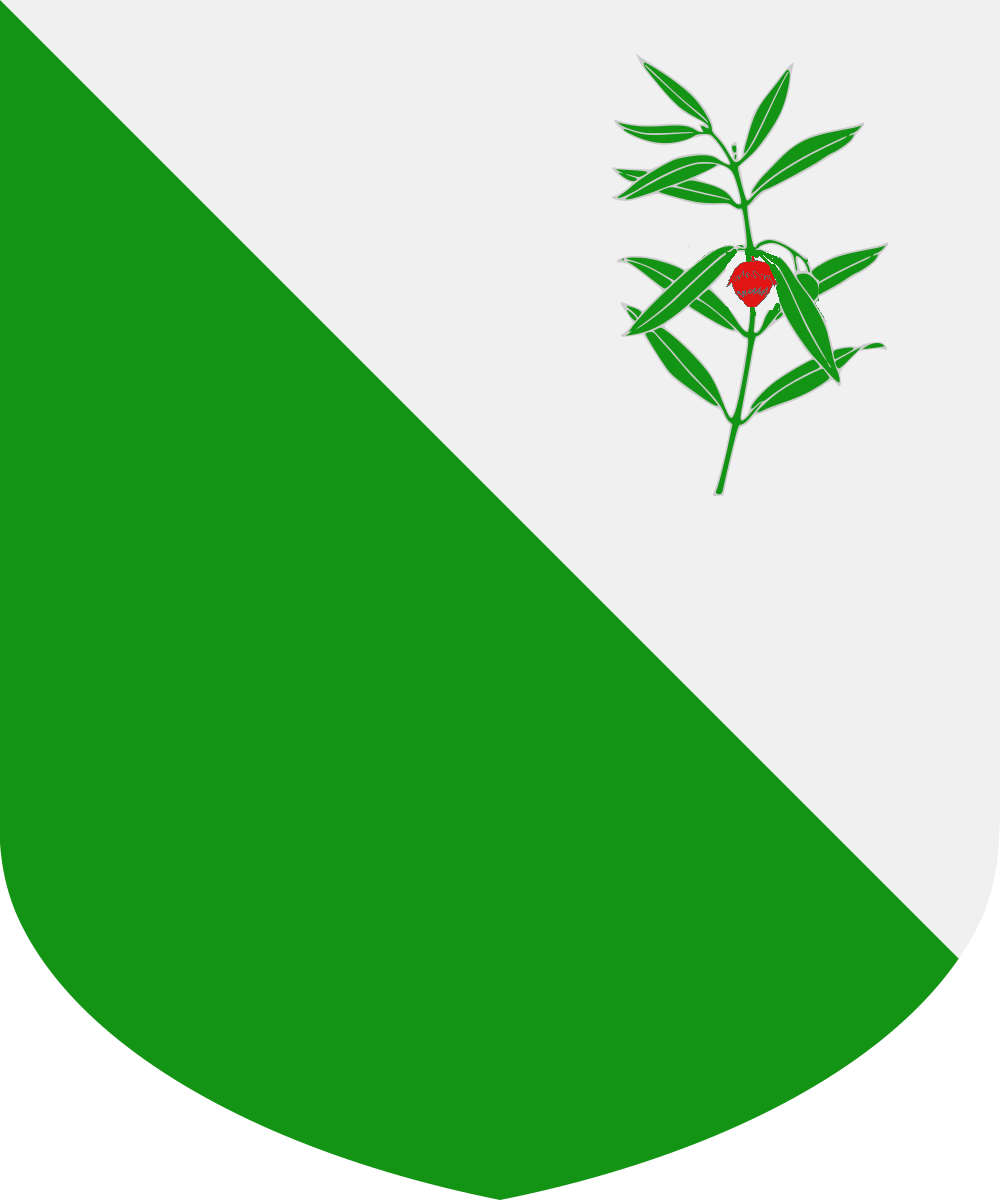
Armes des Briani : écu tranché d'argent et de sinople avec un rameau chargé d'un fruit de gueules sur argent

La famille Briani est une famille patricienne de Venise, originaire de Bergame qui serait domiciliée dans la Cité des Doges depuis les premiers siècles de sa création et elle fut cooptée à la noblesse après la guerre de Gênes en 1310.

## Personnalités
- Rafael Briani : général de la République en 1161.
- Giovanni Briani : se trouve en 1651 dans la bataille navale contre les Turcs près de Naxos et Paros et en 1657 provéditeur de Cattaro, qu'il défendit avec lustre.